# Лісопильне
Лісопи́льне (рос. Лесопильное) — село у складі Бікінського району Хабаровського краю, Росія. Адміністративний центр та єдиний населений пункт Лісопильненського сільського поселення.

## Населення
Населення — 893 особи (2010; 908 у 2002).
Національний склад (станом на 2002 рік):
- росіяни — 91 %